# Макеев, Алексей Александрович
Алексей Александрович Макеев (род. 25 ноября 1991, Свердловск-44, Свердловская область) — российский хоккеист, нападающий. Мастер спорта России (2025).

## Биография
6 ноября 2017 года получил вызов в олимпийскую сборную России по хоккею с шайбой. 12 ноября того же года в заключительном матче Кубка Германии по хоккею с шайбой в составе Олимпийской сборной России забросил 4 шайбы в ворота сборной команды Словакии, тем самым оформив «покер». Был признан лучшим игроком матча. Окончательный счёт матча — Словакия 2:4 Россия.
В КХЛ дебютировал в сезоне 2012/13 в составе «Автомобилиста». В 36 матчах набрал 4 очка (3+1).
Перед сезоном 2013/14 перешёл в «Витязь», за который выступал до сезона 2019/20.
С сезона 2020/21 вновь играл за «Автомобилист».
В составе «Автомобилиста» сделал три хет-трика в КХЛ:
- 1 ноября 2020. «Динамо» Рига (7:2)
- 26 ноября 2021. «Адмирал» (5:2)
- 9 сентября 2023. «Сибирь» (6:1)

25 апреля 2024 года покинул «Автомобилист». 17 августа 2024 года перешёл в омский «Авангард», подписав однолетний контракт. 13 ноября 2024 года забросил шайбу в ворота московского «Динамо» (3:5). Макеев стал 21-м хоккеистом в истории КХЛ, забросившим за карьеру 150 шайб в регулярных сезонах КХЛ. Он затратил на это 620 матчей.
В ноябре 2024 года перешёл в «Витязь».

## Статистика выступлений
Последнее обновление: 20 февраля 2016 года
|             |              |             | Регулярный сезон | Регулярный сезон | Регулярный сезон | Регулярный сезон | Регулярный сезон | Регулярный сезон | Плей-офф | Плей-офф | Плей-офф | Плей-офф | Плей-офф | Плей-офф |
| Сезон       | Команда      | Лига        | Игр              | Г                | П                | Очк              | +/-              | Штр              | Игр      | Г        | П        | Очк      | +/-      | Штр      |
| ----------- | ------------ | ----------- | ---------------- | ---------------- | ---------------- | ---------------- | ---------------- | ---------------- | -------- | -------- | -------- | -------- | -------- | -------- |
| 2012/13     | Авто         | МХЛ         | 19               | 9                | 12               | 21               | 0                | 10               | 8        | 3        | 2        | 5        | +1       | 0        |
| 2012/13     | Автомобилист | КХЛ         | 36               | 3                | 1                | 4                | -12              | 6                | —        | —        | —        | —        | —        | —        |
| 2013/14     | Витязь       | КХЛ         | 43               | 4                | 8                | 12               | -4               | 12               | 0        | 0        | 0        | 0        | 0        | 0        |
| 2014/15     | Витязь       | КХЛ         | 42               | 4                | 7                | 11               | 1                | 6                | —        | —        | —        | —        | —        | —        |
| 2015/16     | Витязь       | КХЛ         | 59               | 10               | 13               | 23               | -14              | 4                | —        | —        | —        | —        | —        | —        |
| Всего в КХЛ | Всего в КХЛ  | Всего в КХЛ | 180              | 21               | 29               | 50               | -21              | 24               | —        | —        | —        | —        | —        | —        |